# Huerta de Rey
Huerta de Rey ist ein Ort und eine zur bevölkerungsarmen Serranía Celtibérica gehörende Gemeinde (municipio) mit etwa 900 Einwohnern in der spanischen Provinz Burgos in der Autonomen Gemeinschaft Kastilien-León. Der Ort wurde zum Nationalen Kulturgut (Bien de Interés Cultural) in der Kategorie Conjunto histórico-artístico erklärt. Alle Orte der Gemeinde gehören zu den Stationen des Camino del Cid. und zu der von Südosten (Alicante/Valencia) kommenden Ruta de la Lana.

## Lage und Klima
Der Ort Huerta de Rey liegt auf dem Westufer des ca. 1 km nördlich entspringenden Río Arandilla in einer Höhe von etwa 1000 m. Der nächstgrößere Ort, Peñaranda de Duero, ist etwa 23 km (Fahrtstrecke) in südwestlicher Richtung entfernt; der kleine, aber sehenswerte Ort Coruña del Conde liegt etwa 11 km südwestlich. Die Ausgrabungsstätte der Römerstadt Clunia befindet sich nur etwa 6 km südwestlich. Die Provinzhauptstadt Burgos ist ca. 80 km in nordwestlicher Richtung entfernt. Das Klima ist trotz der Höhenlage gemäßigt bis warm; Regen (ca. 525 mm/Jahr) fällt übers Jahr verteilt.

## Bevölkerungsentwicklung
| Jahr      | 1857 | 1900  | 1950  | 2000  | 2021 |
| Einwohner | 967  | 1.201 | 1.644 | 1.173 | 908  |

Die Mechanisierung der Landwirtschaft, die Aufgabe bäuerlicher Kleinbetriebe („Höfesterben“) und der daraus resultierende geringere Arbeitskräftebedarf haben – trotz der Eingemeindung der Weiler (pedanías) Hinojar del Rey, Peñalba de Castro und Quintanarraya im Jahr 1978 – seit den 1950er Jahren zu einem deutlichen Rückgang der Einwohnerzahl geführt („Landflucht“).

## Wirtschaft
Der Ort war und ist in hohem Maße landwirtschaftlich geprägt, wobei Viehzucht und  Milchwirtschaft dominieren; auf einigen Feldern in der Umgebung werden Weizen und Gerste angebaut. Seit der Mitte des 20. Jahrhunderts ist der Tourismus eine wichtige Einnahmequelle der Gemeinde; die insgesamt als Sommerfrische gilt. Im Jahr 2012 gewann beinahe der ganze Ort den Hauptgewinn (El Gordo) in der spanischen Weihnachtslotterie.

## Geschichte
Über die frühe Geschichte des Ortes fehlen genauere Informationen. Die Römer gründeten nur etwa 6 km südwestlich die Stadt Clunia, die in ihrer Blütezeit im 3. Jahrhundert mehr als 30.000 Einwohner gehabt haben soll. Eine westgotische Nekropole wurde im heutigen Vorort Hinojar del Rey entdeckt. Während der Zeit des islamischen Vordringens entvölkerte sich die Gegend; die ersten Neusiedler sollten durch eine Burg geschützt werden, doch zwei Vorstöße Abd ar-Rahmans III. in den Jahren 920 und 934 sowie die wiederholten Übergriffe Almansors gegen Ende des 10. Jahrhunderts stellten die weitere Existenz des Ortes erneut infrage. Doch im 11. Jahrhundert kehrte Ruhe ein und so wurde der Ort allmählich wiederbesiedelt (repoblación). Im 12. Jahrhundert kam Huerta de Rey unter die Jurisdiktion des Klosters Santo Domingo de Silos – eine Situation, die unter ständigen Querelen bis zur Erteilung der Stadtrechte im Jahr 1637 Bestand hatte. Danach versank der der Ort in eine urkundliche Vergessenheit. Im Jahr 1918 vernichtete eine Feuersbrunst über 300 der alten Fachwerkhäuser, von denen jedoch die meisten in Stein wiederaufgebaut wurden.

## Sehenswürdigkeiten
Huerta del Rey

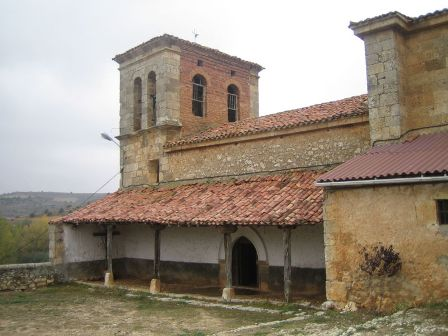
Kirche San Andrés in Hinojar del Rey

- Die dreischiffige, von einfachen spätgotischen bzw. Renaissance-Formen bestimmte Kirche, ist dem legendären Kindmärtyrer Pelagius von Córdoba (San Pelayo), der besonders in der Zeit der Reconquista verehrt wurde, geweiht und stammt aus dem Jahr 1587.
- Die ca. 1 km nördlich gelegene Quelle des Río Arandilla ist von einem Häuschen geschützt.

Hinojar del Rey
- Die einschiffige Kirche San Andrés stammt aus dem 15. Jahrhundert; im 16. Jahrhundert erhielt sie Kapellenanbauten auf der Nordseite und eine auf einfachen Holzstützen ruhende Südvorhalle (portico). Im Innern finden sich mehrere barocke Altarretabel (retablos) aus dem 17. und 18. Jahrhundert.

Quintanarraya
- Die dreischiffige Iglesia de San Pedro de Antioquía hat ein Portal mit Vielpassbogen; das Innere birgt einen romanischen Taufstein (pila bautismal) sowie mehrere spätbarocke Altarretabel (retablos).
- Die Ermita de Santa María und die Ermita de San Roque gehören ebenfalls zum Ortsbild.